# Tyler Hoechlin
Tyler Lee Hoechlin (Corona, 11 de setembro de 1987) é um ator norte-americano, mais conhecido por interpretar Derek Hale em Teen Wolf, Martin Brewer em 7th Heaven, Clark Kent / Superman nas séries do Arrowverso e Michael Sullivan Jr. em Road to Perdition.

## Infância e beisebol
Tyler Hoechlin (pronunciado "Heck-Lin")  nasceu em Corona, Califórnia, filho de Lori e Dan Hoechlin. Ele tem dois irmãos, Tanner (mais jovem) e Travis (mais velho), e uma irmã mais velha, Carrie.
Começou a jogar beisebol aos sete anos e representou o seu país nos Jogos Pan-americanos com apenas nove anos. Jogou como infield na Universidade do Estado do Arizona e no Battle Creek Bombers. Em 2008, ele jogou na Universidade da Califórnia em Irvine.

## Carreira
Ele começou a atuar aos nove anos. Treinou no Young Actors Space, no Krys Kyer Workshop e com Warner Loughlan. Ganhou seu primeiro papel no filme Family Tree, que foi exibido em 1999 no Festival de Cannes e estrelado por Robert Forster e Naomi Judd. Em 2001, estrelou o filme independente Train Quest, que foi filmado na Romênia. Em 2002, foi escolhido entre mais de 2.000 jovens atores de todo o país para o cobiçado papel do filho de Tom Hanks em Road to Perdition. Por sua aclamada atuação no filme, foi premiado com um Young Artist Award de "Melhor Performance em um Longa-Metragem - Ator Jovem Principal" e um Prêmio Saturno de "Melhor Jovem Ator". Esse papel lhe abriu uma oportunidade para interpretar Martin Brewer em 7th Heaven. Em 2007, estrelou o telefilme Grizzly Rage. Em 2008, estrelou o filme Solstice. Em 2011, apareceu no filme Hall Pass e começou a estrelar a série Teen Wolf como Derek Hale. Após a quarta temporada de Teen Wolf, ele deixou a série para se dedicar em sua carreira no cinema..Tyler Hoechlin integrará o elenco de Fifty Shades Darker como o personagem Boyce Fox, um colega de trabalho de Anastasia Steele. Fox é apenas brevemente mencionado nos livros.
Em agosto de 2018, Tyler foi confirmado no elenco da série original Netflix de ficção científica Another Life.

## Vida pessoal
Namorou a atriz Brittany Snow de novembro de 2012 à Junho de 2016.
Em 2007, os produtores do filme Crepúsculo ofereceram a Tyler o papel de Emmett Cullen, mas ele recusou para ir jogar baseball na universidade. Ele é fã das séries Game of Thrones e House of Cards, e seu sonho é participar de Game of Thrones nem que seja como um figurante. Também adoraria ser o James Bond ou o Batman, e diz ser um grande fã do trabalho de Robert Downey Jr. como o Homem de Ferro. Em 2013, foi considerado por Zack Snyder e Warner Bros para o papel de Bruce Wayne em Batman v Superman: Dawn of Justice.

## Filmografia

### Filmes
| Ano  | Título                                         | Papel                                 | Nota                                            |
| ---- | ---------------------------------------------- | ------------------------------------- | ----------------------------------------------- |
| 1998 | Disney Sing-Along Songs                        | Zach                                  | Segmento: Happy Haunting - Party at Disneyland! |
| 1999 | Family Tree                                    | Jeff Jo                               |                                                 |
| 2001 | Train Quest                                    | Billy                                 |                                                 |
| 2002 | Road to Perdition                              | Michael Sullivan Jr.                  |                                                 |
| 2007 | The Rapture of the Athlete Assumed Into Heaven | O Atleta                              | Curta-metragem                                  |
| 2008 | Solstice                                       | Nick                                  |                                                 |
| 2011 | Open Gate                                      | Kaleb                                 |                                                 |
| 2011 | Hall Pass                                      | Gerry                                 |                                                 |
| 2011 | Charlie Brown: Blockhead's Revenge             | Schroeder                             | Curta-metragem                                  |
| 2012 | Melvin Smarty                                  | Ricky Hershey                         |                                                 |
| 2016 | Everybody Wants Some!!                         | Glen McReynolds                       |                                                 |
| 2016 | Undrafted                                      | Johnathan "Dells" Dellamonica         |                                                 |
| 2017 | Stratton                                       | Marty                                 |                                                 |
| 2018 | Fifty Shades Freed                             | Boyce Fox                             |                                                 |
| 2018 | The Domestics                                  | Mark West                             |                                                 |
| 2018 | Bigger                                         | Joe Weider                            |                                                 |
| 2018 | Then Came You                                  | Frank Lewis                           |                                                 |
| 2019 | Can You Keep a Secret?                         | Jack Harper                           |                                                 |
| 2020 | Palm Springs                                   | Abraham Eugene Trent "Abe" Schlieffen |                                                 |

### Televisão
| Ano             | Título               | Papel                  | Notas                 |
| --------------- | -------------------- | ---------------------- | --------------------- |
| 2003-2007       | 7th Heaven           | Martin Brewer          | Personagem Principal  |
| 2007            | CSI: Miami           | Shawn Hodges           | 1 episódio            |
| 2007            | Grizzly Rage         | Wes Harding            | Telefilme             |
| 2009            | Lincoln Heights      | Tad                    | 2 episódios           |
| 2009            | My Boys              | Owen Scott             | 1 episódio            |
| 2009            | Castle               | Dylan Fulton           | 1 episódio            |
| 2011-2014, 2017 | Teen Wolf            | Derek Hale             | Personagem Principal  |
| 2013            | The Sticks           | Policial Clark Russell | Telefilme             |
| 2016-2021       | Supergirl            | Clark Kent / Superman  | 6 episódios           |
| 2017            | Hollywood Game Night | Ele mesmo              | 1 episódio            |
| 2018-2019       | The Flash            | Clark Kent / Superman  | 2 episódios           |
| 2018-2020       | Arrow                | Clark Kent / Superman  | 2 episódios           |
| 2019            | Match Game           | Ele mesmo              | 1 episódio            |
| 2019            | Another Life         | Ian Yerxa              | Personagem Recorrente |
| 2019            | Batwoman             | Clark Kent / Superman  | 1 episódio            |
| 2020            | Legends of Tomorrow  | Clark Kent / Superman  | 1 episódio            |
| 2021 - 2024     | Superman & Lois      | Clark Kent / Superman  | Personagem Principal  |

## Prêmios & indicações
| Ano  | Prêmio                                | Categoria                                                               | Trabalho          | Resultado |
| ---- | ------------------------------------- | ----------------------------------------------------------------------- | ----------------- | --------- |
| 2003 | Young Artist Award                    | Best Performance in a Feature Film - Leading Young Actor                | Road to Perdition |           |
| 2003 | Phoenix Film Critics Society          | Best Performance by a Youth in a Leading or Supporting Role - Male      | Road to Perdition |           |
| 2003 | Online Film Critics Society           | Best Youth Performance                                                  | Road to Perdition |           |
| 2003 | Las Vegas Film Critics Society Awards | Youth in Film                                                           | Road to Perdition |           |
| 2003 | Critics' Choice Movie Award           | Best Young Actor/Actress                                                | Road to Perdition |           |
| 2003 | Prêmio Saturno                        | Best Young Actor                                                        | Road to Perdition |           |
| 2004 | Teen Choice Awards                    | Choice Breakout TV Star - Male                                          | 7th Heaven        |           |
| 2005 | Teen Choice Awards                    | Choice TV Actor: Drama                                                  | 7th Heaven        |           |
| 2005 | Young Artist Award                    | Best Performance in a TV Series (Comedy or Drama) - Leading Young Actor | 7th Heaven        |           |
| 2008 | Fright Meter Awards                   | Best Supporting Actor                                                   | Solstice          |           |
| 2014 | Teen Choice Awards                    | Choice TV: Male Scene Stealer                                           | Teen Wolf         |           |